# Église Saint-Pierre-et-Saint-Paul de Sougères-en-Puisaye
Pour les articles homonymes, voir Église Saint-Pierre-et-Saint-Paul.
L'église Saint-Pierre-et-Saint-Paul de Sougères-en-Puisaye est une église construite à partir du XVe siècle et plusieurs fois remaniée depuis. Elle est située à Sougères-en-Puisaye dans l'Yonne. Elle est dédiée à Saint Pierre et à Saint Paul.

## Historique
Elle aurait été construite à partir du XVe siècle sur l'emplacement d'un premier édifice.
Son état général et notamment sa charpente fragile a impliqué un travail de réfection en profondeur de l'église entre 2005 et 2008.

## Description

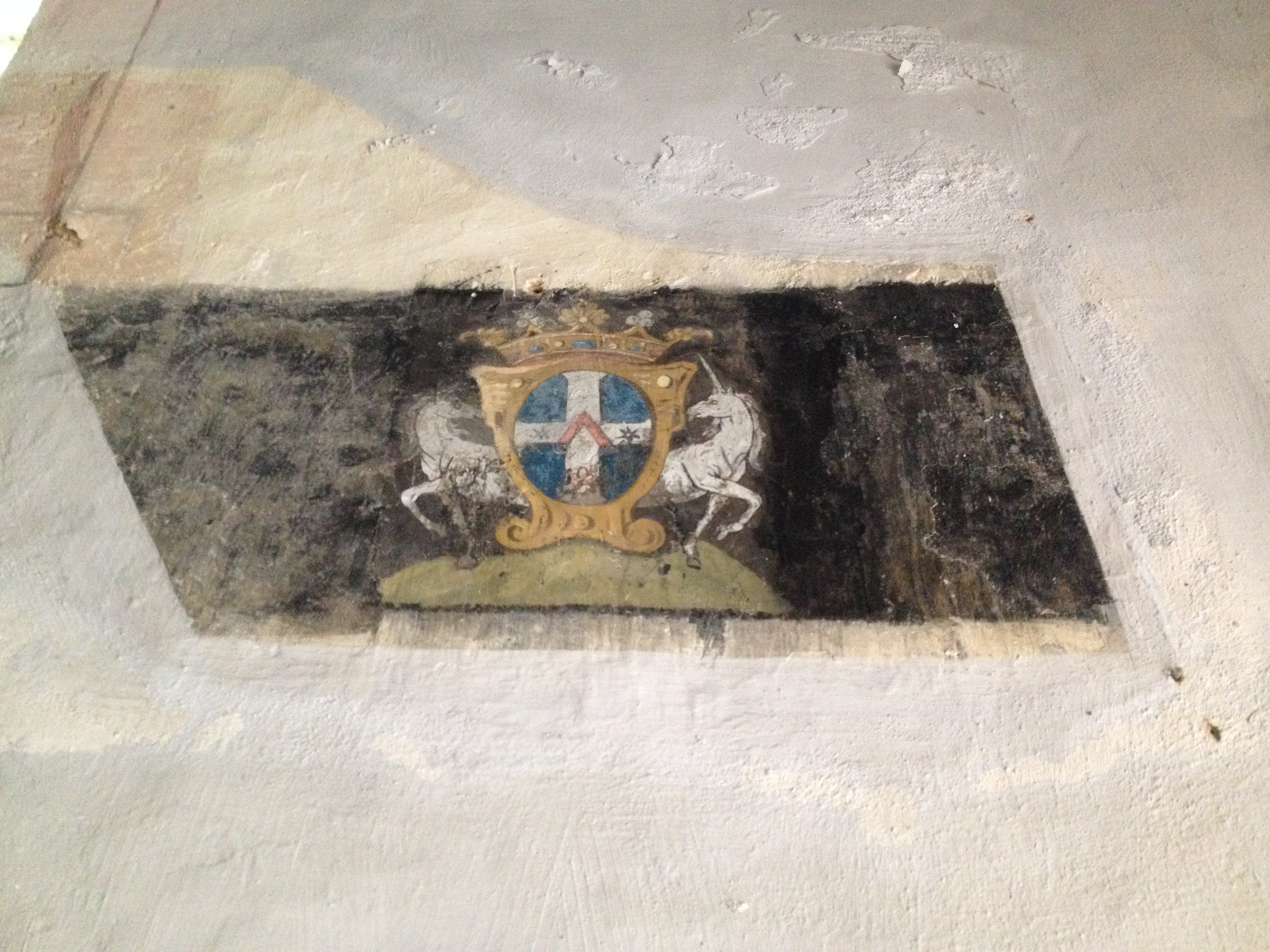
Aperçu de la litre funéraire.

Pierre Bourgoin la décrit comme ayant un « style ogival flamboyant formant parallélogramme avec prolongement irrégulier au chœur ».
Elle présente les restes d'une litre funéraire de 1785, portant les armes de Charles-Étienne Lepeletier de Beaupré (1702 - 1785), avant-dernier seigneur de Pesselières de 1769 à sa mort. Ce vestige est inscrit dans l'Inventaire général du patrimoine culturel.